# Torpado (wielerploeg)
Torpado was een Italiaanse wielerploeg die werd opgericht in 1951 en opgeheven in 1962. De ploeg werd gesponsord door het gelijknamige fietsmerk. Dit fietsmerk was van 1976 tot en met 1978 tevens cosponsor van de Italiaanse wielerploeg Magniflex.

## Bekende ex-renners
- Angelo Conterno
- Nino Defilippis
- Dino Liviero
- Cleto Maule
- Aldo Moser
- Bernardo Ruiz